# Stone Temple Pilots
Stone Temple Pilots (STP) – amerykański zespół grunge’owy założony w 1990 przez Scotta Weilanda i Roberta DeLeo działający do roku 2003. W 2008 roku ogłoszono reaktywację. Zespół ten zajął 40. miejsce na oficjalnej liście najlepszych zespołów rockowych, sporządzonej przez stację telewizyjną VH1.
W 2013 roku Scott Weiland został zwolniony z zespołu. Nowym wokalistą formacji został znany z występów w zespole Linkin Park – Chester Bennington.
W 2015 roku Bennington odszedł z zespołu, motywując swą decyzję koncentracją na występach wraz z Linkin Park.

## Wybrana dyskografia
Albumy studyjne
| Core                                           | - Data: 29 września 1992 - Wydawca: Atlantic Records     | 3 | 8 | 27  | - USA: 8x platynowa płyta - CAN: 2x platynowa płyta - UK: srebrna płyta |
| Purple                                         | - Data: 31 marca 1994 - Wydawca: Atlantic Records        | 1 | 2 | 10  | - USA: 6x platynowa płyta - CAN: 3x platynowa płyta - UK: srebrna płyta |
| Tiny Music... Songs from the Vatican Gift Shop | - Data: 26 marca 1996 - Wydawca: Atlantic Records        | 4 | 5 | 31  | - USA: 2x platynowa płyta - CAN: platynowa płyta                        |
| No. 4                                          | - Data: 26 października 1999 - Wydawca: Atlantic Records | 6 | 5 | 101 | - USA: platynowa płyta - CAN: platynowa płyta                           |
| Shangri-La Dee Da                              | - Data: 19 czerwca 2001 - Wydawca: Atlantic Records      | 9 | 5 | 105 | - USA: złota płyta - CAN: złota płyta                                   |
| Stone Temple Pilots                            | - Data: 25 maja 2010 - Wydawca: Atlantic Records         | 2 | 2 | 80  |                                                                         |
| Stone Temple Pilots                            | - Data: 16 marca 2018 - Wydawca: Rhino                   | – | – | –   |                                                                         |
| „–” album nie był notowany.                    |                                                          |   |   |     |                                                                         |

Minialbumy
| High Rise                   | - Data: 8 października 2013 - Wydawca: Play Pen, LLC | 24 |
| „–” album nie był notowany. |                                                      |    |

## Nagrody
| Rok  | Nagrodzony                            | Nagroda                                                           | Wynik      |
| ---- | ------------------------------------- | ----------------------------------------------------------------- | ---------- |
| 1993 | „Plush”                               | MTV Video Music Award w kategorii Najlepszy Nowy Artysta          | Zwycięstwo |
| 1994 | –                                     | American Music Awards w kategorii Ulubiony Artysta Popowy/Rockowy | Zwycięstwo |
| 1994 | „Plush”                               | Nagroda Grammy w kategorii Best Hard Rock Performance             | Zwycięstwo |
| 1995 | „Big Empty”                           | MTV Movie Awards w kategorii Najlepszy Utwór Filmowy              | Zwycięstwo |
| 1997 | „Trippin' on a Hole in a Paper Heart” | Nagroda Grammy w kategorii Best Hard Rock Performance             | Nominacja  |
| 2001 | „Down”                                | Nagroda Grammy w kategorii Best Hard Rock Performance             | Nominacja  |
| 2010 | „Between the Lines”                   | Nagroda Grammy w kategorii Best Hard Rock Performance             | Nominacja  |